# Je t'aime, je t'aime
Ne pas confondre avec le single Je t'aime je t'aime
Pour plus de détails, voir Fiche technique et Distribution.
Je t'aime, je t'aime est un film de science-fiction français d'Alain Resnais sorti en 1968. Le scénario est écrit par l'écrivain Jacques Sternberg en collaboration avec Alain Resnais, pendant une durée de cinq ans, en travaillant sur une structure qui permet d'accumuler de courtes scènes reliées par la même histoire. Le personnage principal, Claude Ridder, très proche de Jacques Sternberg, est interprété par Claude Rich, Alain Resnais ayant fait de la présence de cet acteur la condition sine qua non à la réalisation du film.
Sélectionné au festival de Cannes 1968, Je t'aime, je t'aime n'y est pas projeté à cause de l'annulation du festival peu après son ouverture cette année-là. Il ne trouve ensuite pas son public lors de sa sortie en salle. Il est réévalué par la suite, certains critiques ayant une affection particulière pour lui et considérant qu'il s'agit-là du meilleur film de Claude Rich.

## Synopsis

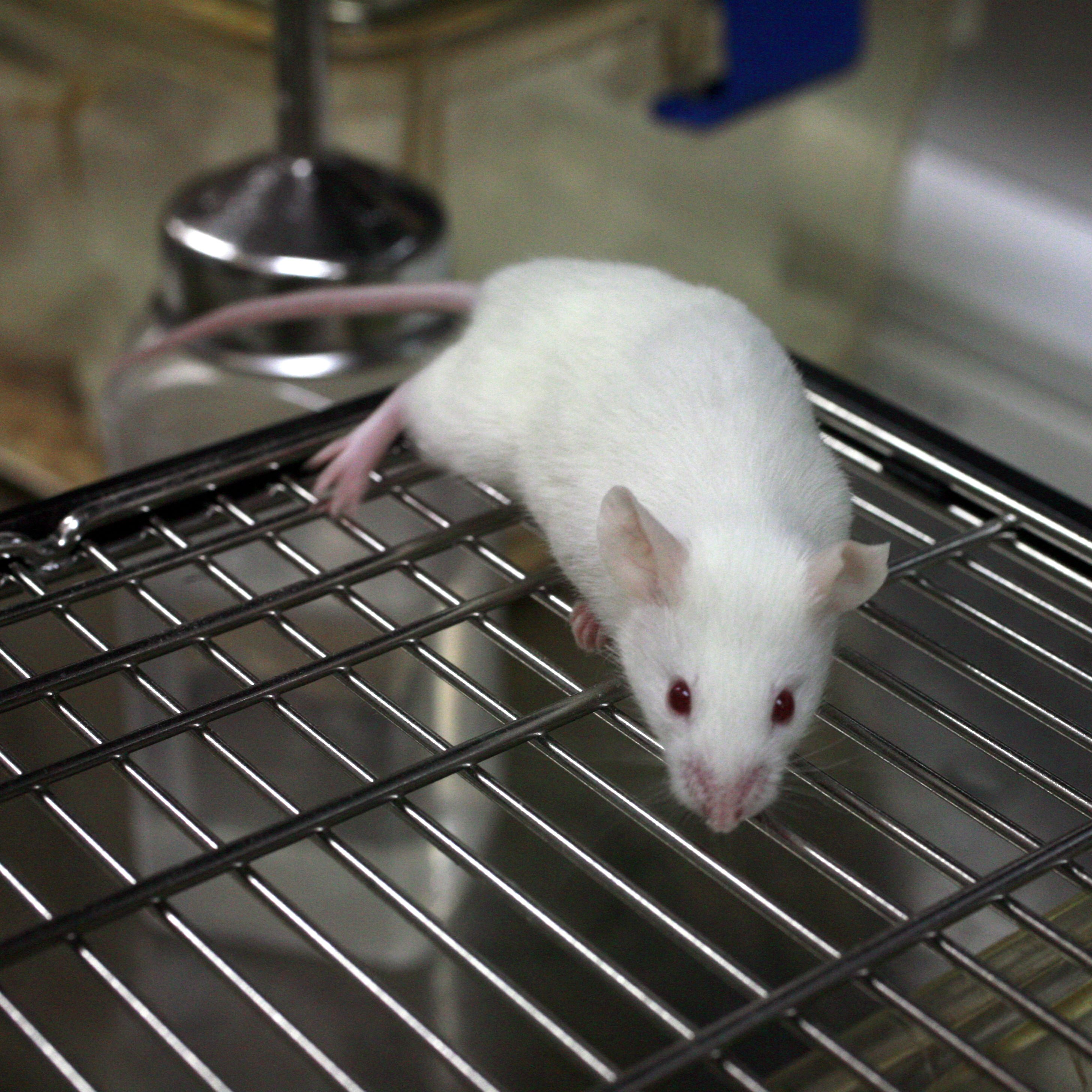
Claude Ridder est enfermé pour cette expérience avec une souris de laboratoire

Après avoir raté son suicide, l'employé de bureau Claude Ridder se voit proposer par des chercheurs de participer à une expérience de voyage dans le temps qui n'a été testée jusqu'à présent que sur des souris. Les savants lui affirment qu'il va revivre une minute de son passé, celle située exactement un an plus tôt. Après qu'on lui a injecté une substance, Claude est placé dans une machine. Mais l'expérience tourne mal, et Claude entame un voyage aléatoire, ne parvenant plus à revenir au point de départ.

## Fiche technique
- Titre : Je t'aime, je t'aime
- Réalisation : Alain Resnais, assisté de Jean Lefèvre et de Florence Malraux
- Scénario : Jacques Sternberg et Alain Resnais
- Musique : Krzysztof Penderecki
  - Musique additionnelle : Jean-Claude Pelletier et Jean Dandeny
  - Chorale : I musici Cantanti di varsovia
- Directeur de la photographie : Jean Boffety
- Montage : Albert Jurgenson
- Décors : Jacques Dugied et Agostino Pace (la machine)
- Maquillage : Alex Marcus
- Son
  - Ingénieur du son : Antoine Bonfanti
  - Bruiteur : Daniel Couteau
- Productrice : Mag Bodard pour Parc Films et Les Productions Fox Europa
- Directeur de production : Philippe Dussart, assisté de Michel Choquet
- Société de distribution : 20th Century Fox
- Durée : 91 minutes
- Affiche : René Ferracci
- Date de sortie : 26 avril 1968 (France), ressorti le 5 mars 2003

## Distribution
- Claude Rich : Claude Ridder
- Olga Georges-Picot : Catrine
- Anouk Ferjac : Wiana Lust
- Bernard Fresson : Bernard Hannecart
- Claire Duhamel : Jane Swolfs
- Irène Tunc : Marcelle Hannecart
- Vania Vilers : le technicien-chauffeur
- Van Doude : Jan Rouffer
- Dominique Rozan : Dr Haesserts
- Alain Robbe-Grillet : un éditeur (vers la 26e min.)
- Jean Martin : un responsable d'édition
- Annie Fargue : Agnès de Smet
- Marie-Blanche Vergne : Marie-Noire Demoon, la femme qui attend Claude sur le palier
- Georges Jamin : le docteur Delavoix
- Yvette Étiévant : Germaine Coster
- Carla Marlier : Nicole

## Production

### Genèse et scénario
Alain Resnais rencontre l'écrivain Jacques Sternberg en 1961 chez une amie commune et le recontacte l'année suivante pour lui proposer de le faire travailler comme scénariste. Le réalisateur a particulièrement apprécié le roman de Sternberg, Un jour ouvrable, qu'il a lu sur les conseils de Chris Marker. Il a également lu son premier roman Le Délit et La Géométrie de l'impossible. Sternberg apporte par la suite à Alain Resnais quatre idées de scénario. L'une d'elles est née du fait que Jacques Sternberg se sent alors plus doué pour le conte que pour le roman : il a donc cherché un moyen d'accumuler des scènes très courtes, « avec énormément de temps morts », reliées par une même histoire. C'est ainsi qu'est née l'idée du voyage dans le temps où le héros revit de manière aléatoire des moments de sa vie. Le scénariste en parle avec la métaphore d'un jeu de cartes lancées en l'air et qui retombent : « [U]ne bonne partie des cartes sont recouvertes, on n'en parle pas, et les autres sont éparpillées, elles ne forment pas une série continue. »
Alain Resnais accepte immédiatement cette idée de scénario, en grande partie « captivé par l'idée des temps morts. » C'est Jacques Sternberg qui propose de ne pas avoir dans le film un décor de science-fiction futuriste, mais d'utiliser plutôt un environnement assez banal avec des savants qui n'ont rien de particulier.
Le scénariste et le réalisateur travaillent sur ce scénario pendant cinq ans, avec des périodes d'arrêt qui durent parfois plusieurs mois, Sternberg disant avoir écrit « dans la jubilation la plus totale ». La première année sert à définir le cadre de l'histoire : l'aspect scientifique et l'histoire d'amour qui se termine par la mort de la femme. Pour savoir pourquoi les scientifiques s'intéressent à ce personnage plutôt qu'à un autre, le scénariste et le réalisateur envisagent un moment qu'il s'agisse d'un condamné à mort qui serait gracié s'il revenait de l'expérience, mais cette idée leur déplait et ils se fixent sur un homme qui a tenté de se suicider. Le personnage de Claude Ridder est très inspiré de Jacques Sternberg. Tout comme lui, l'écrivain a multiplié les emplois tels « [qu']emballeur, manutentionnaire, dactylo, rédacteur de circulaires, secrétaire de rédaction et autres emplois sous-payés ». Il a aussi utilisé de faux papiers pendant la Seconde Guerre mondiale, et a plusieurs fois failli mourir, ce dont il a gardé « l'impression d'être en sursis ». Le personnage de Catrine s'inspire de sa femme Francine, abandonnée à l'âge de cinq ans et qui en est restée éternellement triste.
Alain Resnais et Jacques Sternberg tombent d'accord sur le fait de ne pas parler, ou à peine, de ce qui concerne la vie de Claude Ridder avant sa rencontre avec Catrine, le film devant se concentrer sur les huit dernières années de sa vie. Le scénariste produit de courtes scènes en écriture automatique qu'il apporte tous les dimanches au réalisateur. Celui-ci les classe dans trois paniers : celles qu'il tient à tourner, celles qu'il refuse, et celles pour lesquelles il hésite. Il n'y aura jamais de déplacement d'un panier à l'autre. Sternberg se sentant incapable de réécrire et de supprimer des passages, c'est Resnais qui se charge de la construction du film : si le scénariste estime avoir écrit environ 800 ou 900 pages, Resnais en a retenu 240 qu'il fait remanier de nombreuses fois à Sternberg avec une grande exigence.
La scène où Claude Ridder trouve le personnage incarné par Marie-Blanche Vergne sur son palier ainsi que le gros plan onirique où on voit la jeune femme seule sont liés à une scène coupée au montage : l'homme la rencontrait dans un tramway dont ils étaient les seuls passagers et lui donnait un papier où il avait écrit « c'est idiot, je n'ai rien trouvé à vous dire ». La séquence a été coupée car elle manquait de lumière, ce qui, selon Sternberg, rend plus mystérieuses les scènes où ce personnage apparaît.
Très tard, Jacques Sternberg pensera à une autre fin pour le film : Claude Ridder revit une nouvelle fois la minute où il nage, par laquelle il a commencé son voyage dans le temps, mais cette fois-ci il se noie. Il ne pense pas en avoir parlé au réalisateur.

### Tournage
Le film ne reçoit que la moitié de l'avance sur recettes, ce qui, d'après Alain Resnais, laisse penser à ceux qui devaient en être coproducteurs qu'il sera mauvais. Ils se désengagent donc, et le film est abandonné jusqu'à ce que François Truffaut, sans en parler à Resnais, aille demander de l'aide à Mag Bodard qui accepte de le produire. Le film est donc tourné un an après l'époque où son tournage devait initialement se dérouler.
Le film devait à l'origine être tourné entièrement en caméra subjective, avant que Resnais ne renonce finalement à cette idée.

### Choix des interprètes
C'est Alain Resnais qui s'occupe de la distribution du film, en consultant Jacques Sternberg. Le scénariste pense à Maurice Ronet pour le rôle de Claude Ridder car il a joué dans le film de Louis Malle Le Feu follet. Resnais refuse, peut-être parce qu'il juge que le personnage serait trop proche de celui de l'autre film. Il souhaite de toute manière depuis longtemps travailler avec Claude Rich, dont il apprécie particulièrement la voix. La présence de Claude Rich dans ce rôle de Claude Ridder sera d'ailleurs la condition sine qua non pour que Resnais tourne le film, il aurait abandonné le projet si l'acteur avait refusé.
Pour le personnage de Catrine, le réalisateur et le scénariste partent du principe que puisqu'il s'agit d'un « personnage destructeur malgré lui » qui mènera l'homme qu'elle aime au suicide, il faut prendre quelqu'un qui ait l'air d'aller bien, « dont on ne se méfie pas. » Resnais pense d'abord à Julie Christie, Bulle Ogier et Romy Schneider avant de faire passer des essais à deux mannequins qui sont aussi comédiennes : Karen Blanguernon et Olga Georges-Picot ; cette dernière aura finalement le rôle. Jacques Sternberg la décrit comme « extrêmement belle et étonnamment triste, avec aussi un côté enfantin ». Il l'a croisée dans un café un an avant le choix des acteurs et a été frappé par son visage.
Pour les rôles féminins, Alain Resnais a vivement regretté par la suite que ni lui ni Jacques Sternberg n'aient choisi des actrices aux physiques suffisamment différents pour incarner les femmes que côtoie le personnage de Claude Ridder. Anouk Ferjac, Carla Marlier, Irène Tunc et Marie-Blanche Vergne ressemblent à son avis trop à Olga Georges-Picot, ce qui aurait entraîné une certaine confusion chez les spectateurs.
Tous les scientifiques sont joués par des acteurs flamands qui jouent dans leur langue sans être sous-titrés dans la version originale du film.

### Montage
Lors du montage, Alain Resnais essaye, pour voir à quoi cela ressemble, une version du film dans l'ordre chronologique : il constate alors que l'émotion du film disparaît ainsi complètement.

## Accueil

### Accueil public lors de la sortie en 1968
Sélectionné au festival de Cannes 1968, Je t'aime, je t'aime n'a pas pu y être projeté, le festival ayant été interrompu par les événements politiques alors en cours et Alain Resnais, prévenu de l'annulation du festival alors qu'il était en route pour Cannes, ayant lui-même décidé de retirer son film de la compétition,. Le contexte politique ayant alors vidé les salles de cinéma en France, le film n'a connu aucun succès commercial à l'époque de sa sortie.
Selon Alain Resnais, le film a fait environ 150 000 entrées en 1968, mais il n'a jamais été rentable et était encore en déficit à Noël 2005. Le fait d'avoir un héros « qui se refuse à toute entreprise » à cette époque est de l'avis de Resnais une explication au fait qu'il n'ait pas trouvé son public. En France, le film totalise un résultat de près de 390 000 entrées, dont plus de 157 000 entrées sur Paris.
Claude Rich a reçu le prix du meilleur acteur au Festival international du film de Saint-Sébastien.

### Accueil critique à partir des années 2000
Le film, qui semble être tout d'abord considéré comme une œuvre mineure de Resnais, est réévalué de manière positive par la suite. Édouard Launet, lors d'une diffusion télévisée en 2000, écrit que si « la photo, le son et le cadre ne sont pas de première qualité » et que la première partie (avant l'entrée dans la machine) est selon lui trop longue, il s'agirait d'un des rares films qu'il emmènerait sur une île déserte. Il apprécie en particulier « [l']ironie froide » du scénario.
Lors de la sortie du film en DVD en 2008, le magazine Télérama vante la « construction très rigoureuse » du film et souligne que s'il ne va pas aussi loin formellement que L'Année dernière à Marienbad, il est « plus chaleureux, plus émouvant » que cet autre film de Resnais, notamment par la grâce du jeu de Claude Rich dont c'est un des meilleurs rôles.

## Analyse
Le personnage de Claude Ridder n'a pas vocation, d'après le scénariste Jacques Sternberg, à ce que le spectateur s'y identifie : il est « je-m'en-foutiste », sans ambition ; il aime terriblement Catrine, mais il la trompe...
Selon Sternberg, Catrine meurt par accident. La scène de l'hôtel à Glasgow est vue plusieurs fois, et, sauf dans la dernière répétition de cette séquence, le poêle est toujours allumé quand Claude quitte la pièce. Lorsque la scène est montrée pour la dernière fois, il est éteint, mais, d'après le scénariste, c'est en fait une vision de cauchemar que fait Ridder a posteriori.
Dans ce film figurent trois véritables toiles du peintre Simon Hantaï.